# Geomys texensis
Geomys texensis је врста глодара из породице гофера (лат. Geomyidae).

## Распрострањење
Ареал врсте је ограничен на једну државу. Сједињене Америчке Државе су једино познато природно станиште врсте.

## Станиште
Станиште врсте су пустиње.

## Угроженост
Ова врста није угрожена, и наведена је као последња брига јер има широко распрострањење.